# Плотвянка
Плотвянка — хутор в Волоконовском районе Белгородской области России. Входит в состав Борисовского сельского поселения.

## География
Хутор расположен в юго-восточной части Белгородской области, на левом берегу реки Плотвы, близ границы с Украиной, в 21,3 км по прямой к юго-западу от районного центра Волоконовки. Ближайшие населённые пункты: село Новое к северо-западу (ниже по руслу Плотвы), село Борисовка к юго-востоку (выше по руслу Плотвы).

### Происхождение названия
Населённый пункт назван по имени реки, на которой он расположен (название «Плотвянка» является производным от гидронима «Плотва»).

### Исторический очерк
В ревизской сказке за 1850 год х. Плотвянский, он же Надин-Брег, принадлежит помещице коллежской советнице, баронессе Надежде Николаевне Дрексель (Лосевой). Унаследовала имение от родителей: Николая Васильевича Лосева и Натальи Дмитриевны Лосевой (Хрущевой) в 1833 году.
В 1859 году — Бирюченского уезда «хутор владельческий Плотвянский при речке Плотве» «между проселочными трактами на города Харьков и Старый Оскол».
В 1900 году — Валуйского уезда Борисовской волости «хутор Плотьянка (Плотьянный) при реке Плотве», земельный надел 386,8 десятины, общественное здание, церковно-приходская школа.
С июля 1928 года «хутор Платьянка» — в Борисовском сельсовете Волоконовского района.
К 1950-м годам хутор, оставаясь в том же сельском совете Волоконовского района, вернул себе старинное имя — Плотвянка.
В начале 1970-х годов хутор Плотвянка числился в Волоконовском сельсовете, но ближе к 1980-м оказался снова в Борисовском.
В 2010 году хутор Плотвянка — в составе Борисовского сельского поселения Волоконовского района.

## Население
в 1850 году — крестьян 366 чел.
В 1859 году — 40 дворов, 345 хуторян (171 мужчина, 174 женщины).
В 1900 году — 78 дворов, 484 жителя (251 мужчина, 233 женщины).
На 1 января 1932 года в «Платьянке» — 753 жителя.
По данным переписей населения в Плотвянке на 17 января 1979 года было 156 хуторян, на 12 января 1989 года — 124 (52 мужчины, 70 женщин), на 1 января 1994 года — 138 жителей и 54 хозяйства; в 1997 году — 50 дворов и 126 жителей, в 1999 году — 164 жителя.
| 1859 | 2002 | 2010 |
| ---- | ---- | ---- |
| 345  | ↘130 | ↘104 |